# Linéale néo-grotesque
La linéale néo-grotesque est une famille regroupant les polices typographiques sans empattements apparues pendant les années 50 et après et dont la caractéristique principale est de proposer des caractères moins contrastés que la grotesque.

## Historique

### Création de la famille
La famille des linéales néo-grotesques n'est pas présente dans la classification Vox-Atypi à proprement parler, c'est le British Standard 2961 qui la créé en 1967 comme une subdivision de la catégorie linéale de la classification Vox-Atypi.

## Exemples
Ces polices appartiennent à la famille des linéales néo-grotesques :

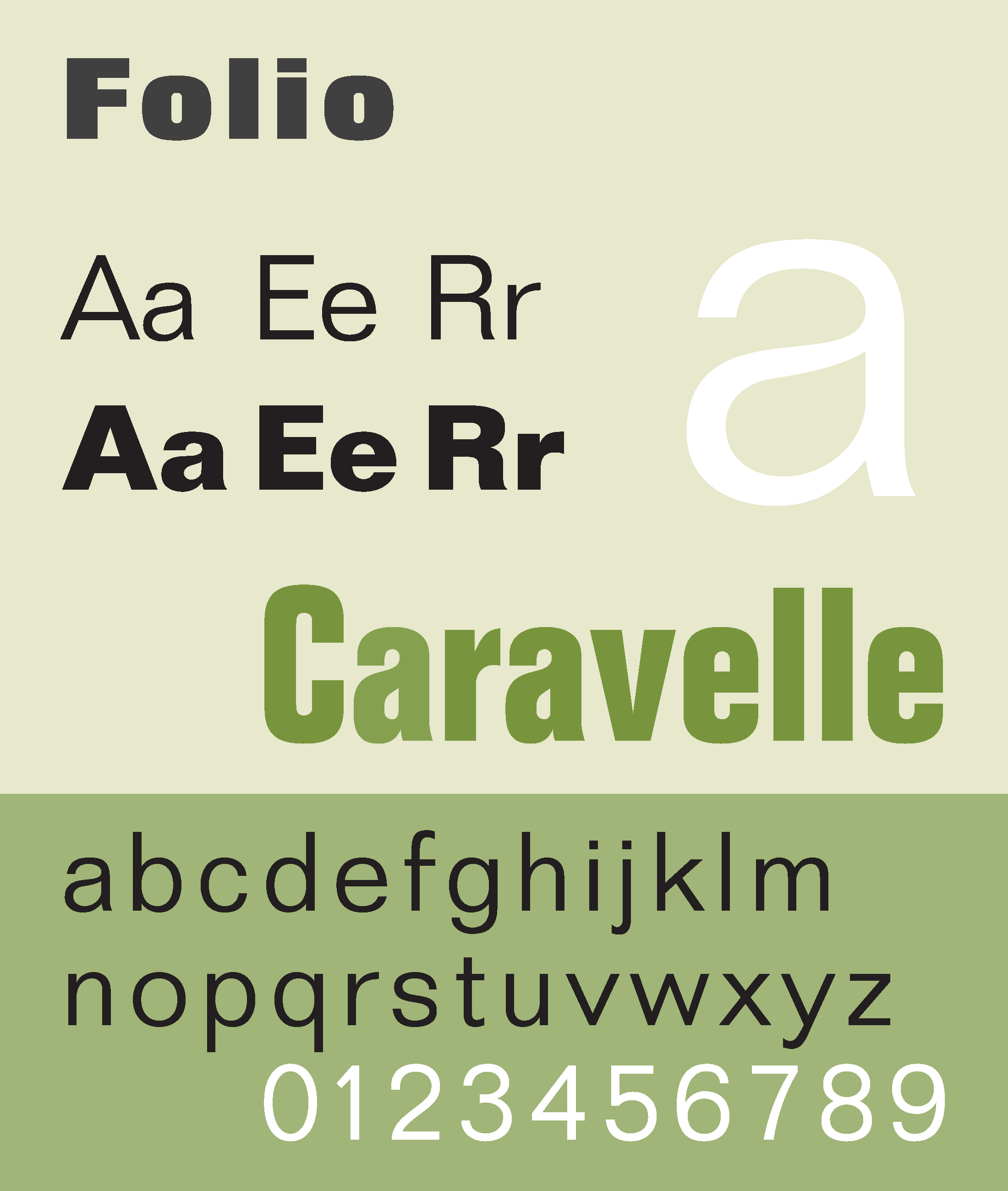
Konrad Bauer et Walter Baum, Folio, 1947[3].
Max Miedinger, Helvetica, 1957[3].
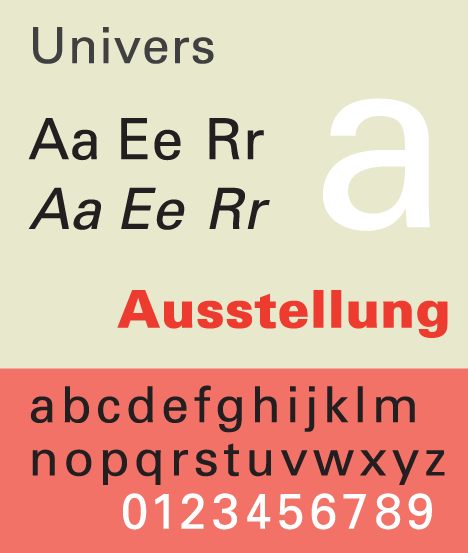
Adrian Frutiger, Univers, 1954-1957[3].
Robin Nicholas et Patricia Saunders, Arial, 1990-1992[3].
Steve Matteson, Aptos, 2021.